# Parolice
Parolice – wieś w Polsce położona w województwie łódzkim, w powiecie rawskim, w gminie Cielądz. Do 1945 roku Parolice były folwarkiem majątku Brzozówka, należącego do Bolesława Iwickiego. 
Wieś szlachecka Parulice położona była w drugiej połowie XVI wieku w powiecie rawskim ziemi rawskiej województwa rawskiego. W latach 1975–1998 miejscowość administracyjnie należała do województwa skierniewickiego.